# Sigmasoma bifalcata
Sigmasoma bifalcata är en insektsart som beskrevs av Schmidt 1907. Sigmasoma bifalcata ingår i släktet Sigmasoma och familjen Machaerotidae. Inga underarter finns listade i Catalogue of Life.